# Оводы (Брестская область)
Оводы́ (бел. Авады, полес. Овады) — деревня в Кобринском районе Брестской области Белоруссии. Входит в состав Хидринского сельсовета.
По данным на 1 января 2016 года население составило 34 человека в 19 домохозяйствах.

## География
Деревня расположена на восточном берегу реки Тростяница, в 14 км к юго-западу от города и станции Кобрин и в 51 км к востоку от Бреста.

## История
Населённый пункт известен с 1747 года. В разное время население составляло:
- 1897 год: 16 дворов, 166 человек;
- 1905 год: 154 человека;
- 1921 год: 4 двора, 22 человека;
- 1940 год: 20 дворов, 77 человек;
- 1970 год: 79 человек;
- 1999 год: 19 хозяйств, 36 человек;
- 2005 год: 16 хозяйств, 38 человек;
- 2009 год: 23 человека;
- 2016 год[2]: 19 хозяйств, 34 человека;
- 2019 год[1]: 20 человек.